# Mainstreamová média
Mainstreamová média (z ang. mainstream media, /ˌmeɪn.striːm ˈmiː.di.ə/) neboli média hlavního proudu jsou média především tradiční formy, tedy noviny, televize a rozhlas, nikoli Internet. Ovlivňují velké množství lidí a mohou reprezentovat obecně přijímané názory a přesvědčení. Jsou řízena velkými zpravodajskými organizacemi a vydavateli.
Mainstreamová média jsou označována jako tradiční či stará, protože jsou nejstarším typem médií. Společně s alternativními médii se řadí mezi masová média, zkráceně masmédia, která ovlivňují velké masy lidí.
Alternativní média jsou vnímána jako protipól mainstreamových médií, neboť jsou otevřenější diskusi a názorům, které se neshodují s většinou a často jsou silně ovlivněny konkrétními zkušenostmi.

## Rozhlas
Rozhlas, hovorově též rádio, je telekomunikační zařízení, které šíří zvukový signál. Na jedné straně jsou vysílače, které signál vysílají, na druhé přijímače, které signál přijímají.
Nejtypičtějším zástupcem českého rozhlasového vysílání je Český rozhlas (ČRo), veřejnoprávní instituce (vlastníkem je stát) poskytující vysílání na celém území České republiky. Pod Český rozhlas patří též Radiožurnál se zaměřením na aktuální zpravodajství.
Mezi soukromé rozhlasové stanice s různým zaměřením a cílovými skupinami můžeme zařadit například Rádio Impuls, Evropu 2 a Fajn Radio.

## Tisk
Mezi tiskoviny patří noviny a časopisy. Dělí se podle toho, v jakých intervalech vycházejí (např. deníky, týdeníky, čtrnáctideníky, měsíčníky, čtvrtletníky apod.). Vycházejí alespoň dvakrát ročně.
Tisk můžeme dělit i podle serióznosti. Čistě seriózní tisk není v Česku příliš populární, což zabraňuje jeho vzniku. Častěji se tak setkáváme s poloseriózním (Lidové noviny, Právo, Hospodářské noviny) či seriózně-populárním (MF DNES, Deník) tiskem nebo bulvárem (Blesk).

## Televize
Televizní vysílání funguje podobně jako rozhlasové. Díky přijímači ve formě televizoru se k nám však nedostává pouze zvuk, ale i obraz.
Důležitým zástupcem českého televizního vysílání je Česká televize, též veřejnoprávní instituce. Provozuje 6 programů, a to plnoformátové ČT1 a ČT2, zpravodajský ČT24, sportovní ČT sport, dětský ČT :D a kulturní ČT art.
Ze soukromých stanic lze jmenovat například stanici CNN Prima News či TV Nova. Obě tyto stanice provozují několik různých programů zaměřených na konkrétní cílové skupiny.

## Konkurence mainstreamových médií
Největším konkurentem mainstreamových médií jsou nová média v čele s internetem a sociálními sítěmi. Mainstreamová média nám nabízejí pouze jeden pohled na konkrétní téma, kdežto internet nabízí pohledů mnoho.

## Nová média
Nová média jsou na rozdíl od mainstreamových založena na technologii Web 2.0 a zahrnují takzvaný user-generated content (obsah vytvářený uživateli), zkráceně UGC, push technologie a e-média. UGC umožňuje uživatelům vytvářet a upravovat obsah. Příkladem těchto médií jsou webové stránky (využívající HTML nebo XML kódování) a sociální sítě (Facebook, Instagram, Twitter, TikTok a další).

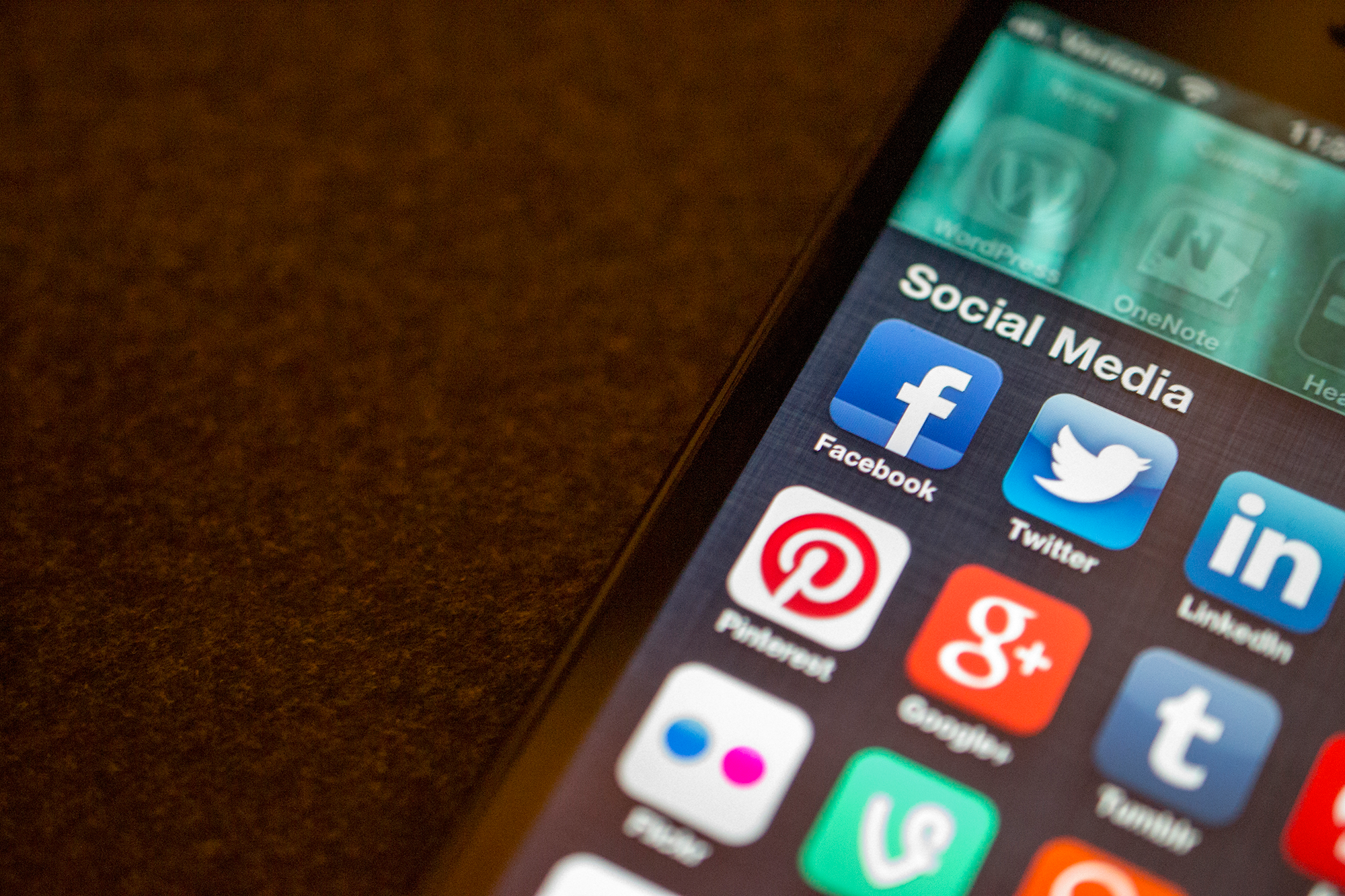
Sociální sítě umožňují upravovat obsah

### Sociální sítě
Díky vzniku internetu a sociálních sítí mainstreamová média ztratila svůj monopol a stala se pouze jedním z mnoha konkurenčních vlivů. Přestože se tradiční média snaží o spolehlivou, důvěryhodnou, avšak předvídatelnou žurnalistiku, která se musí spoléhat na byrokratické, rutinní zdroje, klesá jejich oblíbenost u konzumentů ve prospěch sociálních sítí. Sociální sítě se nemusí řídit stejnými kodexy, proces distribuce informací je tedy rychlejší a díky možnosti komentovat příspěvky se k uživateli dostávají další podněty a názory, které mu mohou pomoci vytvořit si svůj vlastní.

## Komercionalizace mainstreamových médií
Média jsou částí světa vnímána jako jeden z pilířů demokracie, díky kterému je možné zprostředkovávat osvědčené hodnoty, včetně těch uměleckých, co největší mase lidí. Na druhé straně jsou média též jedním z nejdynamičtějších průmyslových odvětví a pod záměrem zisku mohou zkreslovat skutečnost, podporovat násilné chování ve společnosti, manipulovat, potlačovat názorové menšiny a určovat, které informace jsou důležité, relevantní a které nikoliv.

## Mainstreamová média ve světě
Mezi největší mediální firmy ve světě patří:
Sony, Comcast, Warner Bros. Discovery, The Walt Disney Company, News Corp, National Amusements
S výjimkou korporace Sony, která sídlí v Japonsku, se jedná o mediální společnosti z USA.